# Флешер, Ален
Ален Флешер (фр. Alain Fleischer, 1944, Париж) — французский фотохудожник, кинорежиссёр, писатель, эссеист, художественный критик.

## Биография
Учился в Сорбонне, в Высшей школе социальных наук. Был стипендиатом Виллы Медичи в Нью-Йорке (1983), Французской академии в Риме (Вилла Медичи, 1985—1987), получил стипендию Леонардо да Винчи (1987—1988). В 1997 основал в Туркуэне Национальную студию современного искусства, которой и руководит.
Фотоработы и фильмы Флешера, помимо Франции, были показаны в США, Канаде, Великобритании, ФРГ, Италии, Испании, Нидерландах, Австралии, Сингапуре, Южной Корее, Бразилии, Аргентине, Кубе, Украине, Белоруссии. Выставка Флешера «Звучащие фотографии» прошла в 2014 в Москве, в фонде культуры «Екатерина» ().

## Педагогическая деятельность
Преподавал в Новой Сорбонне, Национальной школе изобразительных искусств в Ницце, Высшей школе фотографии в Арле, Университете Квебека в Монреале.

## Избранная фильмография
- Montage IV (1968—1969)
- Правила, ритуалы/ Règles, rites (1969)
- Свидания в лесу/ Les Rendez-vous en forêt (1971)
- Dehors-dedans (1974)
- Zoo zéro (1977—1979)
- Pierre Klossowski, portrait de l’artiste en souffleur (1982)
- Demi-frères, double portrait (1982-83)
- Histoire-Géographie (1982)
- L’aventure générale(1982—1984)
- L’art d’exposer (1984)
- Boltanski par Fleischer (1984)
- Au fil du labyrinthe : quel musée pour le XXème siècle (1984—1985)
- Rome Roméo (1989)
- La Nuit des toiles (1989)
- Le Louvre imaginaire (1992)
- Niagara-on-the-tape (1993)
- Un tournage à la campagne (1994)
- Un monde agité (2000)
- Жан Нувель/ Jean Nouvel (2001)
- Le Roi Rodin (2002)
- La revue: Atom Egoyan  (2003)
- Du côté de Vitebsk- Journal de voyage (2005)
- Centre Pompidou, l’espace d’une Odyssée (2007)
- Valeurs sûres (2007)
- Morceaux de conversations avec Jean-Luc Godard (2007—2009)
- Le frivole et le complexe (2008)
- Anthony Caro, la sculpture comme religion (2008)

## Книги
- То для этого/ Là pour ça, роман (1986)
- Великие люди в парке/ Grands hommes dans un parc, повесть (1989)
- Quelques obscurcissements, повести (1991)
- La nuit sans Stella, повесть, эссе и фотографии (1995)
- Женщина с двумя ртами/ La Femme qui avait deux bouches, повести (1999)
- Порнография. Навязчивая идея фотографов/ La Pornographie. Une idée fixe de la photographie, эссе (2000)
- Четверо путешественников/ Quatre voyageurs, роман (2000)
- Вторая рука/ La Seconde main, рассказы и фотографии (2001)
- Les Trapézistes et le rat, роман (2001)
- Лифт/ L’ascenseur, проза (2002, дополн. изд. 2007)
- Mummy, mummies, рассказы и фотографии (2002)
- Les Ambitions désavouées, роман (2003)
- Les Angles morts, роман (2003)
- Tour d’horizon: théâtre de la fin, эссе (2003)
- Топор и скрипка/ La Hache et le Violon, роман (2004)
- La Traversée de l’Europe par les forêts, récit, 2004
- La Femme couchée par écrit (2005)
- Эрос-Геркулес. К эротике спорта/ Eros/Hercule. Pour une érotique du sport, эссе (2005)
- Immersion, роман (2005)
- L’accent, une langue fantôme, эссе (2005)
- Любовник в коротких штанишках/ L’amant en culottes courtes, роман (2006)
- Quelques obscurcissements (2007)
- Эгон Шиле/ Egon Schiele, эссе (2008)
- Prolongations, роман (2008)
- Адресная книжка/ Le carnet d’adresses (2008)
- Le Vision d’Avigdor ou Le Marchand de Venise corrigé, роман (2008)
- Лаборатории времени/ Les laboratoires du temps. Écrits sur le cinéma et la photographie, эссе, том 1 (2008)
- Короткие замыкания/ Courts-circuits, роман (2009)
- Я, Шандор Ф./ Moi, Sàndor F., роман (2009)
- L’Empreinte et le tremblement. Écrits sur le cinéma et la photographie, эссе, том 2, Suivi de Faire le noir  (2009)
- Caméras (2009)
- Descente Dans les Villes (2009)
- Imitation (2010)
- Réponse du muet au parlant: En retour à Jean-Luc Godard (2010)
- La Pose de Dieu dans l’atelier du peintre. Écrits sur le cinéma et la photographie, et autres textes, эссе, том 3 (2011)
- Под диктовку вещей/ Sous la dictée des choses (2011)
- Simon Hantaï, Vers l’empreinte immaculée (2011)
- Conférenciers en situation délicate, новеллы (2012)
- Утопический императив. Воспоминания преподавателя/ L’Impératif utopique. Souvenirs d’un pédagogue (2012)
- Britten, Quilter, Warlock (2013)

## Издания на русском языке
- Лаборатории времени. Эссе о кино и фотографии. Минск : Пропилеи, 2014

## Признание
Римская премия за фотографию.